# 深川和那
深川 和那（ふかがわ かずな、1987年4月24日 - ）は、日本の元女子バレーボール選手。

## 来歴
福岡県久留米市出身。中学1年生からバレーボールを始める。
熊本信愛女学院高等学校在学中、春高バレーや高校選抜東西男女対抗戦などで活躍。
2006年、NECレッドロケッツに入団した。
V・プレミアリーグでは通算41セットに出場した。2009年6月退部。

## 所属チーム
- 熊本信愛女学院高等学校
- NECレッドロケッツ（2006-2009年）